# Сидоренко Григорій Семенович
Григорій Семенович Сидоренко (10 грудня 1912, станиця Рязанська, Катеринодарський відділ, Кубанська область — 23 грудня 1966, Новокубанськ, Краснодарський край) — сержант Робочо-селянської Червоної армії, учасник німецько-радянської та радянсько-японської війн. Герой Радянського Союзу (1944).

## Біографія
Народився 1912 року у станиці Рязанська. Після закінчення чотирьох класів школи проживав і працював у станиці Новокубанська. У липні 1941 року Сидоренко призваний на службу до Робітничо-селянської Червоної армії. Із серпня 1942 року — на фронтах німецько-радянської війни. У боях двічі був поранений.
До вересня 1943 року гвардії сержант Григорій Сидоренко командував відділенням кулеметної роти 1-го стрілецького батальйону 310-го гвардійського стрілецького полку 110-ї гвардійської стрілецької дивізії 37-ї армії Степового фронту. Відзначився під час битви за Дніпро. 29 вересня 1943 року відділення Сидоренка переправилося через Дніпро у районі села Куцеволівка Онуфріївського району Кіровоградської області Української РСР та взяло активну участь у боях за захоплення та утримання плацдарму на його західному березі, завдавши супротивнику серйозних втрат. У критичний момент бою 7 жовтня 1943 Сидоренко замінив собою командира взводу, що вибув з ладу, і очолив відбиття одинадцяти німецьких контратак, продовжуючи бій пораненим
Указом Президії Верховної Ради СРСР «Про присвоєння звання Героя Радянського Союзу генералам, офіцерському, сержантському та рядовому складу Червоної армії» від 22 лютого 1944 року за «зразкове виконання бойових завдань командування при форсуванні річки Дніпро, розвиток бойових успіхів на правому березі і показані при цьому відвага та геройство» удостоєний високого звання Героя Радянського Союзу з врученням ордена Леніна та медалі «Золота Зірка» за номером 9120.
Брав участь у боях радянсько-японської війни. 1945 року Сидоренка було демобілізовано. Проживав та працював у Новокубанську. Помер 23 грудня 1966 року.
Був також нагороджений двома орденами Червоної Зірки та рядом медалей.

## Вшанування
- Ім'я Сидоренка Г. С. викарбувано золотими літерами у залі Слави Центрального музею Великої Вітчизняної війни у Парку Перемоги міста Москви
- На могилі встановлений надгробний пам'ятник.
- Меморіальна дошка встановлена на меморіалі станиці Рязанська.